# Marjorie Finlay
Marjorie Moehlenkamp Finlay (* 5. Oktober 1928; † 1. Juni 2003) war eine US-amerikanische Opernsängerin und TV-Persönlichkeit. Als Koloratursopran trat sie bei Konzerten, in Opern und in sogenannten „supper clubs“ auf. Nachdem sie 1950 einen Talentwettbewerb gewonnen hatte, war sie Teil der ABC Radio Show „Music With The Girls“. Später hatte sie ihre eigenes Fernsehprogramm und war Zeremoniarin der Show “El Show Pan-Americano” in Puerto Rico. Finlay tourte durch Südamerika und veröffentlichte ein Album in Mexiko.

## Leben
Marjorie Moehlenkamp wurde am 5. Oktober 1928 in Memphis, Tennessee, als Tochter von Elmer Henry Moehlenkamp aus Saint Charles, Missouri, und Cora Lee Morrow aus Arkansas geboren. Drei ihrer Urgroßeltern väterlicherseits waren Deutsche. Moehlenkamp selbst wuchs in St. Charles auf.
Während ihrer Zeit auf der weiterführenden Schule wurde Moehlenkamp von Pearl Walker, einem Musikprofessor des Lindenwood College, ausgebildet. Im Jahre 1948 trat sie in der Mexico Senior High School als Solistin des Lindenwood Vesper Chors auf. Ein Jahr später, 1949, erwarb sie am Lindenwood College ihren Bachelor im Fach Musik. Moehlenkamp war zudem Mitglied im Musiker-Berufsverband Mu Phi Epsilon. Des Weiteren war sie Sängerin bei einem Popkonzert des Saint Louis Symphony Orchestra im Kiel Auditorium. 1953 kehrte Moehlenkamp schließlich nach Lindenwood zurück, um ein Konzert zu geben.

## Karriere

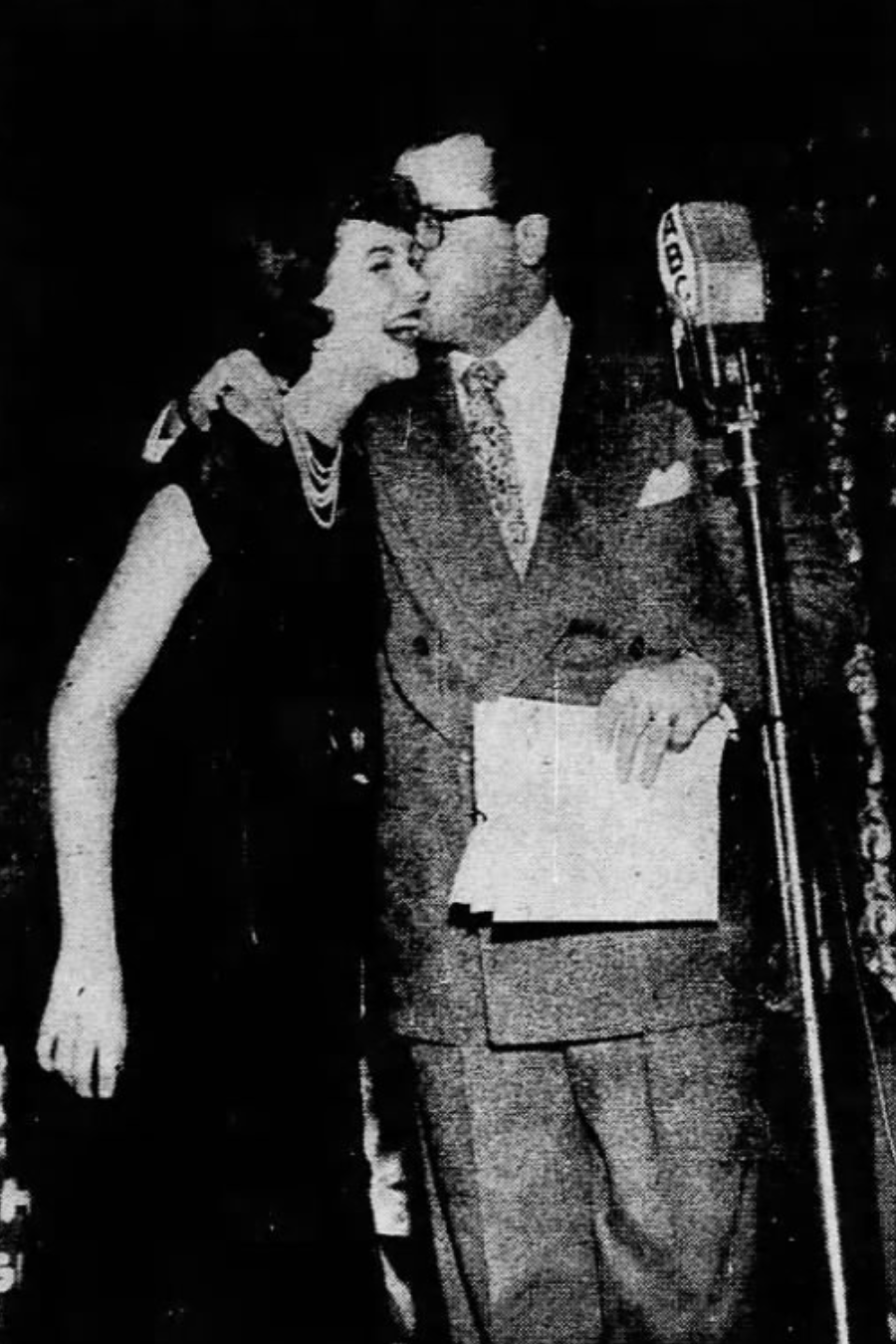
Moehlenkamp im Februar 1950 nach dem Gewinn des ABC Music With the Girls Talentwettbewerbs.

1950 arbeitete Moehlenkamp an der Rezeption der Boatmen's National Bank in St. Louis. Sie gewann einen Talentwettbewerb bei der ABC Radio Show „Music With the Girls“. Damit wurde ihr ein Radiospot gewährt und sie war 15 Monate lang Teil der Radio Show. Auf den Rat des Musikers Edwin McArthur hin fing Moehlenkamp im Sommer 1952 an, am Berkshire Music Center und daraufhin in New York City zu studieren.
Nach ihrer Hochzeit siedelten Finlay und ihr Ehemann nach Havanna um, da er beruflich dort engagiert war. Auf Grund von politischen Unruhen zogen sie dann jedoch nach Puerto Rico und kurzzeitig nach Caracas, bevor sie mit ihren Kindern nach Santurce, Puerto Rico zurückkehrten. Dort hatte Finlay ihr eigenes Fernsehprogramm, trat bei Konzerten, in Opern und in supper clubs (Abendclubs) auf. Zudem hatte sie eine zweiwöchige Arbeit im Caribe Hilton Hotel.
Finlay war die Zeremoniarin für die El Show Pan-Americano im APA-TV in Santurce. Das Format der Show war vergleichbar mit der Show Tonight Starring Jack Paar, was dazu führte, dass sie "Paar von Puerto Rico” genannt wurde. Sie war in den “Pro Arte Societies” aktiv, einer bürgerlichen Musikorganisation. Berichten zufolge war ihr Spanisch „schlecht” genug, um lustig für das Publikum zu sein. Ihre Fernsehshow lief sechs Abende in der Woche für 17 Monate.
Finlay trat in einigen Ländern Südamerikas auf und sang mit dem Puerto Rico Symphony Orchestra. Sie veröffentlichte zudem ein LP record Album in Mexico.
Im Jahre 1962 trat Finlay bei einem Popkonzert im Kiel Auditorium auf. Ihr Auftritt enthielt die "Fanciulla Sbocciato d l'amore" von La rondine und den "Jewel song”, neben zahlreichen Popsongs.

## Auszeichnungen
| Jahr | Titel                                                         | Vermerk | Ref           |
| ---- | ------------------------------------------------------------- | --- | ------------- |
| 1949 | $200 Stipendium                                               | Nationaler Musik Wettbewerb ausgerichtet vom „Music News“ Magazin und der „Metropolitan School of Music“ in Chicago | [ 12 ] [ 7 ]  |
| 1950 | Talent Wettbewerb bei der ABC Show Music With the Girls       | Gewinnerin | [ 3 ]         |
| 1961 | Herausragende Absolventin mit dem Verdienstzertifikat         | Überreicht vom Lindenwood College                                                                                   | [ 13 ] [ 10 ] |
| 1962 | Ehrenamtliche Kapitänin in der Puerto Rico Air National Guard | Gardisten gaben ihr den Spitznamen „madrina“ (Patin)                                                                | [ 9 ] [ 10 ]  |

## Persönliches und Vermächtnis
Moehlenkamp heiratete Robert Finlay, Präsidenten der „Raymond Construction Company“, am 22. März 1952 in Palm Beach. Sie bekamen zwei Töchter, darunter Andrea Gardner Finlay Swift. Finlay starb am 1. Juni 2003 in Reading, Pennsylvania.
Finlay war die Großmutter mütterlicherseits von Sängerin Taylor Swift und deren Bruder, dem Schauspieler Austin Swift. Swift gibt Finlay als ihre Inspiration an, die sie dazu brachte, eine Musikkarriere zu starten. 2020 veröffentlichte Swift das Lied „Marjorie“ auf ihrem neunten Studioalbum Evermore; die Hintergrund-Gesangsstimme in dem Lied ist von Finlay selbst.